# San Pedro Bercianos
San Pedro Bercianos est une commune d'Espagne dans la province de León, communauté autonome de Castille-et-León. Elle s'étend sur 23,51 km2 et comptait environ 263 habitants en 2015.